# Copa Libertadores da América Sub-20 de 2016
A Copa Libertadores da América Sub-20 de 2016 foi a terceira edição deste evento esportivo, um torneio internacional de futebol organizado pela Confederação Sul-Americana de Futebol (CONMEBOL).
O torneio compreendeu três distintas fases e envolveu a participação de um total de 12 clubes, ocorrendo no período de 30 de janeiro a 14 de fevereiro. A fase inicial consistiu na divisão dos participantes em três grupos, nos quais os clubes enfrentaram seus oponentes da mesma chave em partidas de turno. Nas fases seguintes, os classificados se enfrentaram em partidas eliminatórias.
O título da edição foi conquistado pelo São Paulo, que emergiu vitorioso na decisão contra o Liverpool, com um placar mínimo. Este triunfo marcou o primeiro título de um clube brasileiro na história da competição.

## Formato e participantes
O torneio em questão contou com a participação de um total de doze equipes representando diversas nações. Os argentinos Lanús e River Plate, juntamente com os paraguaios Cerro Porteño e Libertad, representaram seus respectivos países no evento. O complemento do torneio incluiu a presença de Bolívar (Bolívia), Cortuluá (Colômbia), Deportivo La Guaira (Venezuela), Huachipato (Chile), Independiente del Valle (Equador), Liverpool (Uruguai), Melgar (Peru) e São Paulo (Brasil). O regulamento do torneio seguiu uma estrutura semelhante às edições anteriores, sendo dividido em três fases distintas. Na fase inicial, os doze participantes foram organizados em três grupos, com os times classificados avançando para as etapas subsequentes por meio de um sistema eliminatório.
| País      | Equipe                  |
| --------- | ----------------------- |
| Argentina | River Plate             |
| Argentina | Lanús                   |
| Bolívia   | Bolívar                 |
| Brasil    | São Paulo               |
| Chile     | Huachipato              |
| Colômbia  | Cortuluá                |
| Equador   | Independiente del Valle |
| Paraguai  | Cerro Porteño           |
| Paraguai  | Libertad                |
| Peru      | Melgar                  |
| Uruguai   | Liverpool               |
| Venezuela | Deportivo La Guaira     |

## Primeira fase
A competição teve seu início no dia 30 de janeiro, com o confronto entre Bolívar e Lanús, marcando o pontapé inicial. Na ocasião, os argentinos prevaleceram sobre os bolivianos, conquistando a vitória com um placar de 2-0. Logo em seguida, Liverpool também saiu vitorioso ao derrotar o Cerro Porteño. No dia seguinte, os jogos do segundo grupo culminaram em empates, ambos com o placar de 1-1. Finalmente, a primeira rodada foi concluída no início de fevereiro com as vitórias de Huachipato e River Plate.
Na segunda rodada, o Lanús adicionou mais três pontos à sua contagem ao vencer o Liverpool. No mesmo grupo, o Cerro Porteño se recuperou e derrotou o Bolívar. O São Paulo, por sua vez, assumiu a liderança do segundo grupo após uma vitória convincente sobre o Independiente del Valle. O clube brasileiro manteve vantagem nos critérios de desempate em relação ao Libertad, que também conquistou uma vitória. Encerrando a rodada, Cortuluá e River Plate saíram vitoriosos no terceiro grupo.
A terceira e última rodada teve como objetivo determinar os times classificados. No primeiro grupo, o líder Lanús sofreu uma derrota para o Cerro Porteño, enquanto o Liverpool venceu o Bolívar de forma avassaladora. Com esses resultados, as três equipes terminaram empatadas em pontos, mas a diferença no saldo de gols em favor do Liverpool foi decisiva para que a equipe uruguaia assumisse a liderança. O Lanús, por sua vez, garantiu sua vaga como o melhor segundo colocado do torneio. No segundo grupo, o São Paulo venceu o Melgar. A classificação do São Paulo foi confirmada algumas horas depois, quando o Libertad sofreu uma derrota. No dia 7 de fevereiro, o último classificado foi definido, sendo a equipe colombiana do Cortuluá a liderar o terceiro grupo e, assim, conquistar sua vaga nas fases seguintes.

## Fases finais
Em 11 de fevereiro, uma das semifinais do torneio foi disputada entre Cortuluá e Liverpool. Neste confronto, ambas as equipes enfrentaram dificuldades em estabelecer uma presença ofensiva efetiva, resultando em um empate sem gols ao final do tempo regulamentar. No entanto, a decisão se deu através da disputa por pênaltis, na qual a equipe uruguaia do Liverpool emergiu como vencedora. Na outra semifinal, o Lanús se confrontou com o São Paulo. Os argentinos demonstraram sua força ao marcar os primeiros gols do jogo, com contribuições de Cristian e Gabriel Ramirez. Entretanto, o São Paulo respondeu de forma rápida, igualando o placar em questão de nove minutos, graças aos gols assinalados por Luiz Araújo e David Neres. O clube brasileiro não demorou a virar o placar, com Pedro Bortoluzo.

Jogadores do São Paulo comemoram o título.

Os últimos jogos desta competição ocorreram no dia 14 de fevereiro, e ambos foram realizados no estádio Defensores del Chaco. No primeiro desses confrontos, que decidiria a terceira colocação, as equipes Cortuluá e Lanús entraram em campo. Neste embate, a equipe colombiana emergiu vitoriosa após uma vitória simples.
A grande decisão entre Liverpool e São Paulo teve início com os uruguaios buscando o ataque, e quase conseguiram abrir o placar aos 21 minutos, aproveitando uma falha do goleiro Lucas Perri. No entanto, a determinação ofensiva do Liverpool foi suprimida pela habilidade do São Paulo em manter a posse de bola. Enquanto os brasileiros tinham dificuldades nas finalizações, os uruguaios exploravam os contra-ataques. O único gol desta partida foi registrado aos 39 minutos. Neste momento, Luiz Araújo driblou seus marcadores e cruzou para David Neres. Este último tocou a bola para trás, encontrando Lucas Fernandes, que, após um primeiro remate bloqueado pela defesa adversária, recuperou a posse da bola e disparou novamente para o gol. Logo após a conclusão deste lance, uma confusão generalizada entre os jogadores resultou nas expulsões de David Neres e Lautaro De Amores. O placar da partida permaneceu inalterado, e com este resultado, o São Paulo conquistou o título desta edição, tornando-se assim o primeiro clube brasileiro a alcançar este feito.
|  | Semifinais                 | Semifinais                 |   |                            | Final                      | Final |  |
|  |                            |                            |   |                            |                            |       |  |
|  | 11 de fevereiro – Assunção |                            |   |                            |                            |       |  |
|  | Liverpool (p.)             | 0 (7)                      |   |                            |                            |       |  |
|  | Cortuluá                   | 0 (6)                      |   |                            |                            |       |  |
|  |                            |                            |   |                            |                            |       |  |
|  |                            |                            |   |                            | 14 de fevereiro – Assunção |       |  |
|  |                            |                            |   |                            | Liverpool                  | 0     |  |
|  |                            | São Paulo                  | 1 |                            |                            |       |  |
|  |                            |                            |   |                            |                            |       |  |
|  |                            |                            |   |                            |                            |       |  |
|  |                            |                            |   |                            | Terceiro lugar             |       |  |
|  | 11 de fevereiro – Assunção | 11 de fevereiro – Assunção |   | 14 de fevereiro – Assunção | 14 de fevereiro – Assunção |       |  |
|  | São Paulo                  | 3                          |   | Cortuluá                   | 1                          |       |  |
|  | Lanús                      | 2                          |   |                            | Lanús                      | 0     |  |